# Cinte murarie di Parigi
     Mura gallo-romane
     Prime mura medievali
     Cinta di Filippo Augusto
     Cinta di Carlo V
     Cinta di Luigi XIII
     Cinta daziaria
     Cinta di Thiers
     Situazione oggi

Cinte murarie di Parigi:
Mura gallo-romane
Prime mura medievali
Cinta di Filippo Augusto
Cinta di Carlo V
Cinta di Luigi XIII
Cinta daziaria
Cinta di Thiers
Situazione oggi

Le cinte murarie di Parigi (francese: enceintes de Paris o murs de Paris) erano le mura della città che circondavano Parigi, mentre la città cresceva dai tempi antichi fino al XX secolo, le mura sono state costruite principalmente per difendere la città per ragioni fiscali. Nel corso dei secoli furono costruite diverse mura della città, aggiungendole a quelle esistenti o sostituendo quelle demolite, fino al 1846, quando fu completata la costruzione della cinta muraria di Thiers. Le mura della città di Parigi furono:
- un recinto gallico (posizione precisa sconosciuta)
- una muraglia gallo-romana
- due cinture murarie medievali, una delle quali era la cinta di Filippo Augusto
- La cinta di Carlo V, che si estendeva sulla riva destra della Senna
- la cinta di Luigi XIII, che si estendeva sulla parte occidentale della sponda destra
- la cinta daziaria, realizzata ai fini fiscali
- la cinta di Thiers.

Mentre Parigi si espandeva rapidamente fino a diventare una delle più grandi città d'Europa, furono costruite una serie di nuove mura per ampliare la città con nuove case, giardini e campi di ortaggi. Molte mura storiche furono infine distrutte (come nel 1670, quando Luigi XIV ordinò la demolizione della cinta di Luigi XIII), e i percorsi precedentemente occupati dalle mura furono spesso trasformati in strade o viali. Solo alcune sezioni della cinta daziaria (padiglioni di Claude Nicolas Ledoux) e di quella di Filippo Augusto sopravvivono fino ai giorni nostri. L'influenza delle mura sulla Parigi moderna è ancora visibile in alcune delle sue strade e viali principali, come ad esempio:
- i Grand boulevard (viali principali), costruiti sostituendo la cinta di Carlo V e quella di Luigi XIII
- le strade parallele Rue de Cléry e Rue d'Aboukir (II arrondissement), tracciando il percorso della cinta di Carlo V
- i viali esterni, costruiti al posto del cinta daziaria
- i Boulevard dei Marshals, un anello che circondava la città costituito da boulevard intitolati ai Marescialli di Francia, costruiti per sostituire la cinta di Thiers
- il Boulevard Périphérique (tangenziale), costruito oltre l'anello dei Boulevards dei Marshals.

## Recinto gallico
Prima dell'occupazione romana della Gallia, l'insediamento che alla fine divenne la città di Parigi era noto ai romani come Lutetia ed era abitato dalla tribù dei Parisii. L'insediamento era privo di adeguate difese e fu quindi parzialmente demolito all'inizio dell'occupazione romana. La prima cinta muraria di Parigi fu probabilmente costruita dai Galli sulla Senna, anche se la sua posizione esatta non è nota. Nei suoi Commentarii de bello Gallico, Giulio Cesare scrisse: "Id est oppidum Parisiorum, quod positum est in insula fluminis Sequanae" ("Questa è una città dei Parisii, situata su un'isola sul fiume Senna"), indicando che Lutetia era un accampamento fortificato su un'isola. La relazione tra quest'isola e l'Île de la Cité non è stata dimostrata e gli scavi non hanno scoperto nulla antecedente il regno di Augusto, il primo imperatore romano. Ad aumentare l'incertezza è stata la scoperta, nel 2003, dei resti di una città in un sito ora occupato da Nanterre.

## Mura gallo-romane
Lutetia si sviluppò sulla riva sinistra della Senna in epoca romana e, in misura minore, sull'Île de la Cité. La sponda destra era in gran parte inabitabile a causa delle paludi. Durante le prime invasioni barbariche del 285, la gente di Lutetia abbandonò la riva sinistra, rifugiandosi sull'Île de la Cité e distruggendo i ponti. La metà orientale dell'isola era protetta da un muro, costruito con rocce raccolte dalle Arènes de Lutèce.

## Prima cinta muraria medievale
Tracce di un recinto all'angolo tra rue de l'Arbre-Sec e rue de Rivoli sono state scoperte nel 2009 durante gli scavi effettuati dall'Institut national de recherches archéologiques préventives (INRAP) (Istituto nazionale francese per la ricerca archeologica preventiva). Ciò confermò la probabile esistenza di un recinto intorno al centro di Parigi sulla riva destra intorno al X secolo. Questo muro venne molto probabilmente costruito a seguito di un assedio vichingo nell'885 e fatto costruire  da Oddone di Francia o Roberto I di Francia. La fortificazione aveva un fossato largo 12 metri ed era probabilmente sostenuta da una staccionata di legno.

## Cinta di Filippo Augusto

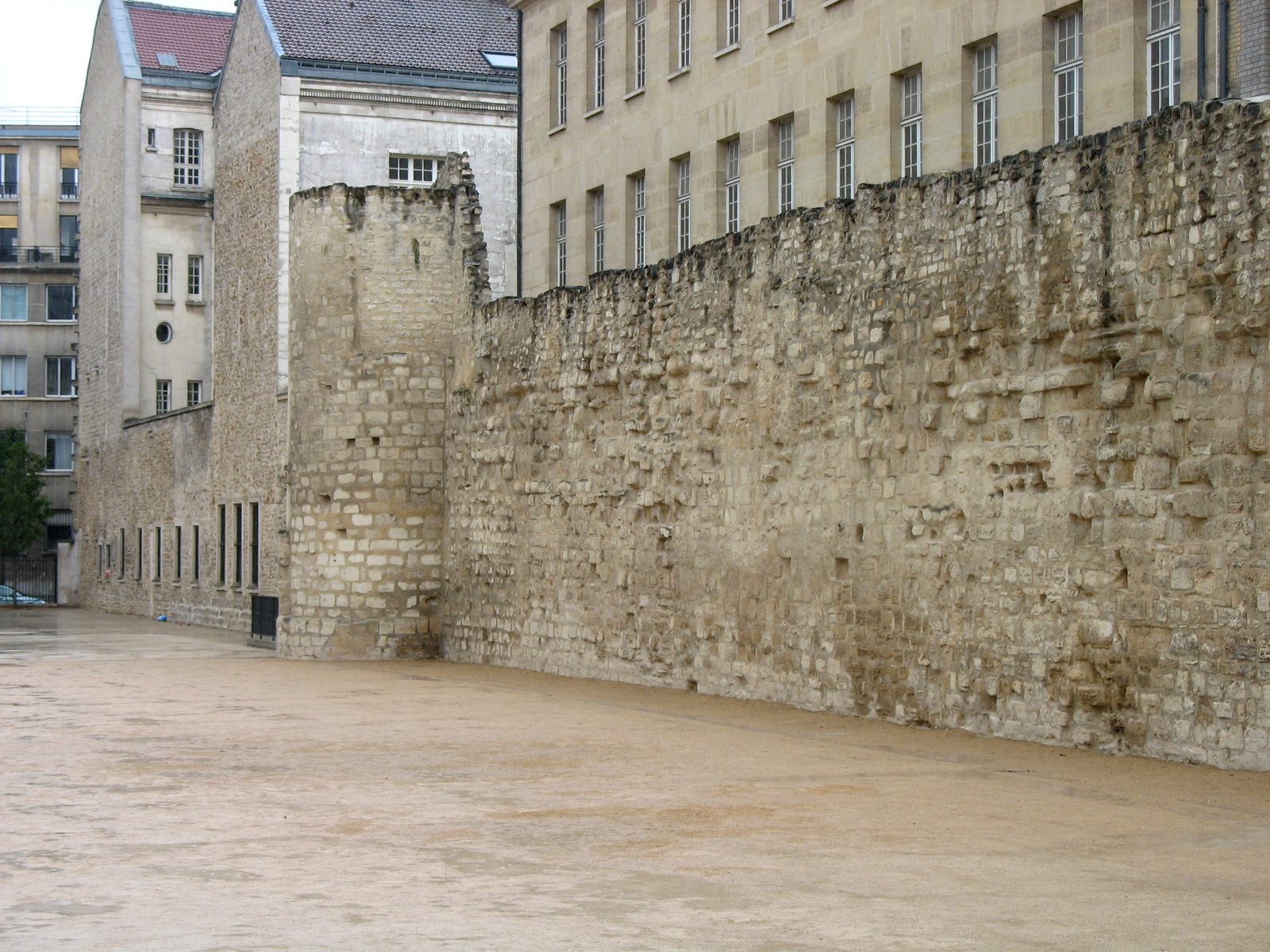
Reperti della cinta di Filippo Augusto

Parigi crebbe molto rapidamente durante l'alto medioevo e presto si estese dalla Montagna Sainte-Geneviève alle strade che portavano all'abbazia di Saint-Denis. Una nuova cinta muraria fu iniziata nel 1190, per ordine del re Filippo II di Francia, noto come Filippo Augusto, ma pagata dalla città. Fu completata nel 1213, racchiudendo 253 ettari su entrambi i lati della Senna. Questo nuovo muro era spesso 2,4 metri, in alcuni punti, protetto da ampi e profondi fossati e fortificato con cinquecento torri.
La cinta di Filippo Augusto correva dalla posizione attuale del Pont des Arts, si avvicinava alla porte Saint-Honoré, si apriva alla porte Coquillière, raggiungeva le porte Saint-Denis, porte Mauconseil, porte Babette, arrivava a rue Vielle-du-Temple, a rue des Francs-Bourgeois, alla porte Baudoyer e al quai des Célestins. Sul lato sud, il muro cingeva il Palais de la Tournelle, si apriva alle porte Saint-Victor, porte Bordet, porte Saint-Jacques, Porte Saint-Michel, porte des Corderliers, vicino alla cour de la Commerce, le porte de Buci, e terminava alla Tour de Nesle. Molti elementi della struttura muraria furono successivamente inglobati in edifici privati o nella successiva cinta di Carlo V.

## Cinta di Carlo V
La cinta di Carlo V fu costruita dal 1356 al 1383, durante il regno di Carlo V e di suo figlio e successore Carlo VI. L'area racchiusa sulla riva sinistra rimase la stessa di quella di Filippo Augusto, ma quella sulla riva destra venne ampliata per includere le dimore del Marais e il recinto dei Templari. La nuova superficie della città ammontava a 439 ettari attraverso le due rive della Senna. Durante la costruzione della cinta di Luigi XIII, quella di Carlo V fu in parte inglobata nella nuova cinta muraria e in parte demolita.

## Cinta di Luigi XIII

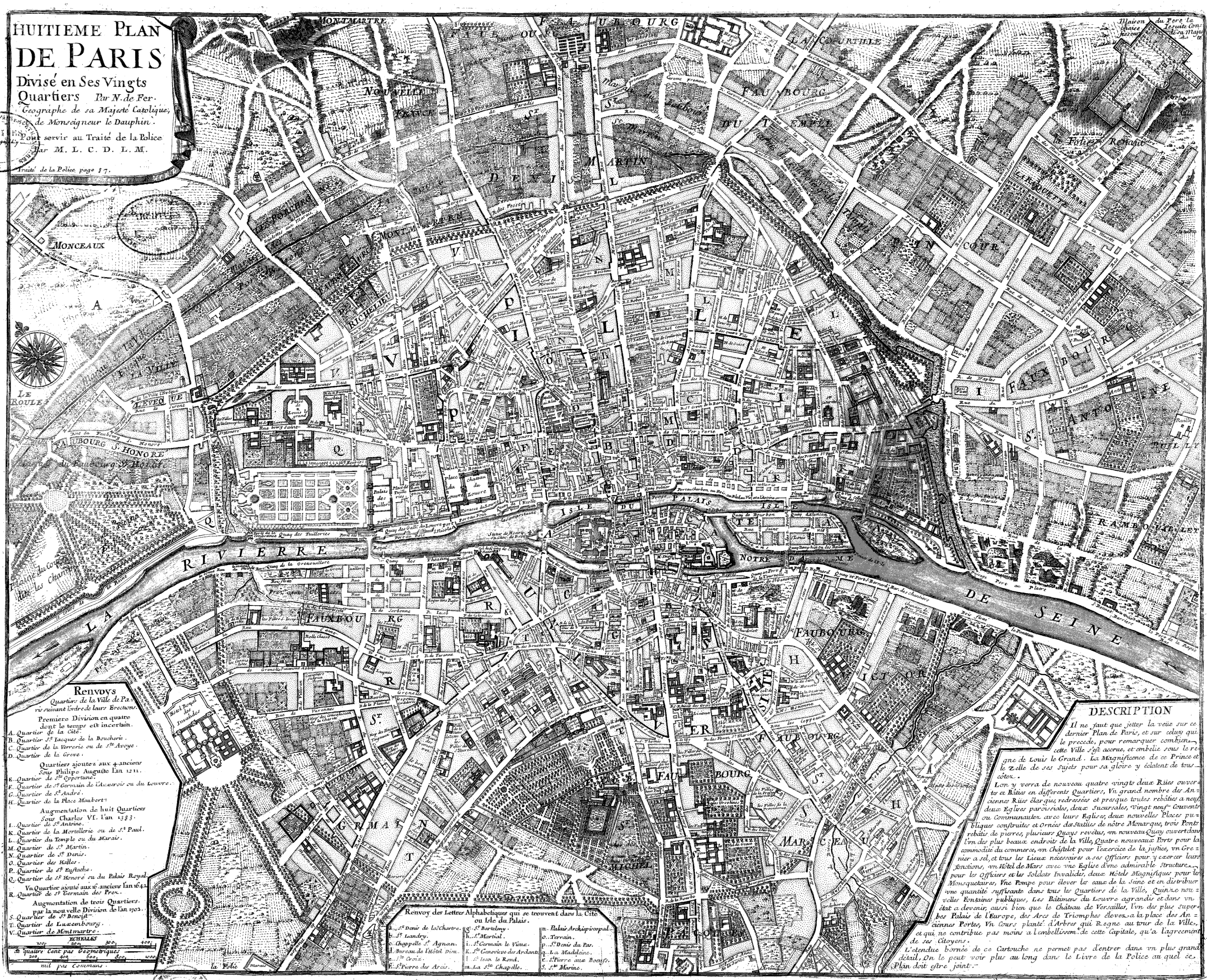
Mappa di Parigi nel 1705 con i primi viali e la parte restante della cinta di Luigi XIII

La cinta fatta costruire da Luigi XIII, nota anche come dei "fossati gialli", fu progettata da Jacques Lemercier e costruita tra il 1633 e il 1636. Allargava la cinta di Carlo V sulla parte occidentale della riva destra (oggi I e II arrondissement).
Dal 1670 in poi, Luigi XIV credeva che Parigi fosse stata resa una città sicura, a seguito delle sue conquiste, e quindi ordinò la distruzione delle mura. Il loro percorso venne poi sostituito dai grand boulevard.

## Cinta daziaria
La cinta daziaria fu costruita negli anni tra il 1784 e il 1791 sotto la direzione di Claude-Nicolas Ledoux e su richiesta della Ferme Générale. Racchiudeva 3 402 ettari, compreso il villaggio di Austerlitz, che fu incorporato a Parigi nel 1818.
Questo muro fu poi sostituito da una seconda cintura di boulevard: Charonne, Ménilmontant, Belleville, La Villette, La Chapelle, Clichy, Batignolles, Courcelles, avenue de Wagram e Iena, rue Benjamin Franklin e Alboni, boulevard de Grenelle, Garibaldi, Pasteur, Montparnasse, Edgar Quinet, Raspail, Saint-Jacques, Auguste-Blanqui, Vincent Auriol, Bercy e Picpus. A differenza delle mura precedenti, l'obiettivo di questo muro non era difendere Parigi, ma imporre il pagamento dei dazi sulle merci che entravano nella capitale. Fu distrutto quando i confini della città furono estesi alla cinta di Thiers nel 1860.

## Cinta di Thiers
La cinta di Thiers fu costruita dal 1841 al 1846 su proposta del primo ministro e futuro presidente della Francia Adolphe Thiers. Racchiudeva 7 802 ettari lungo gli attuali Boulevards des Maréchaux e un glacis che si estendeva fino alla posizione dell'odierno Boulevard Périphérique. Fu demolita tra il 1919 e il 1929.

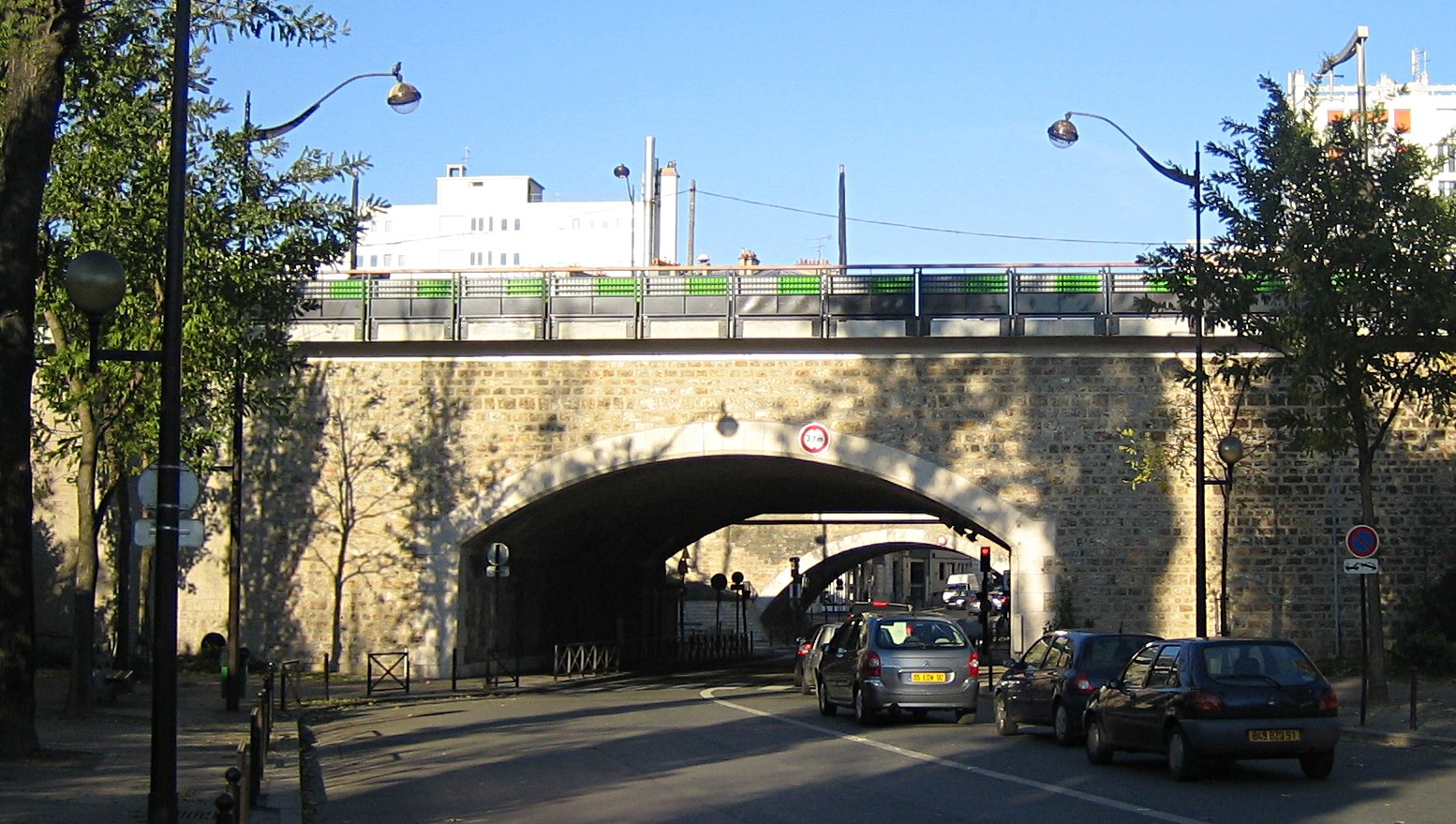
Il "poterene des Peupliers", unica traccia rimasta della cinta di Thiers
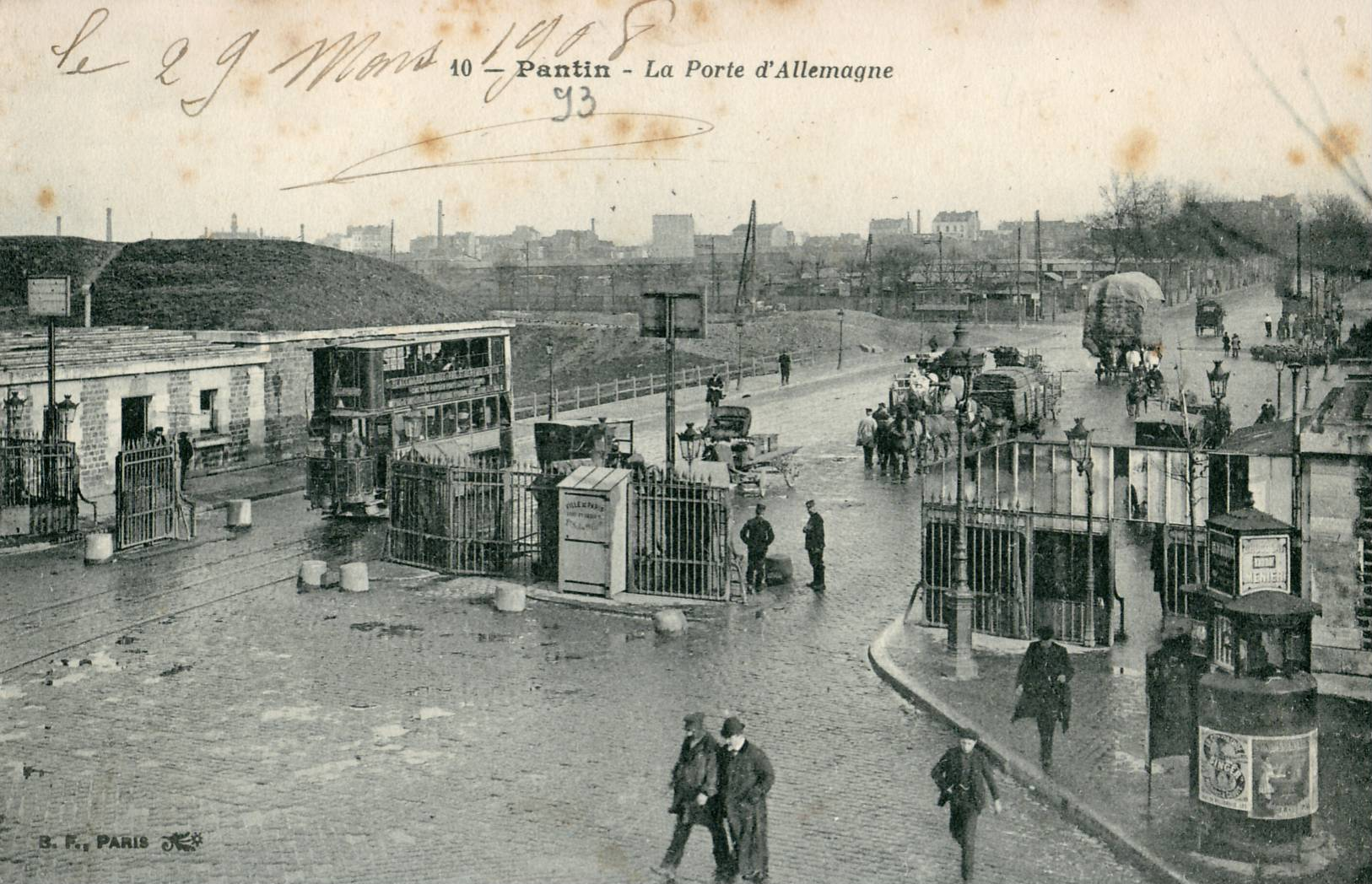
La porte de Pantin intorno al 1908
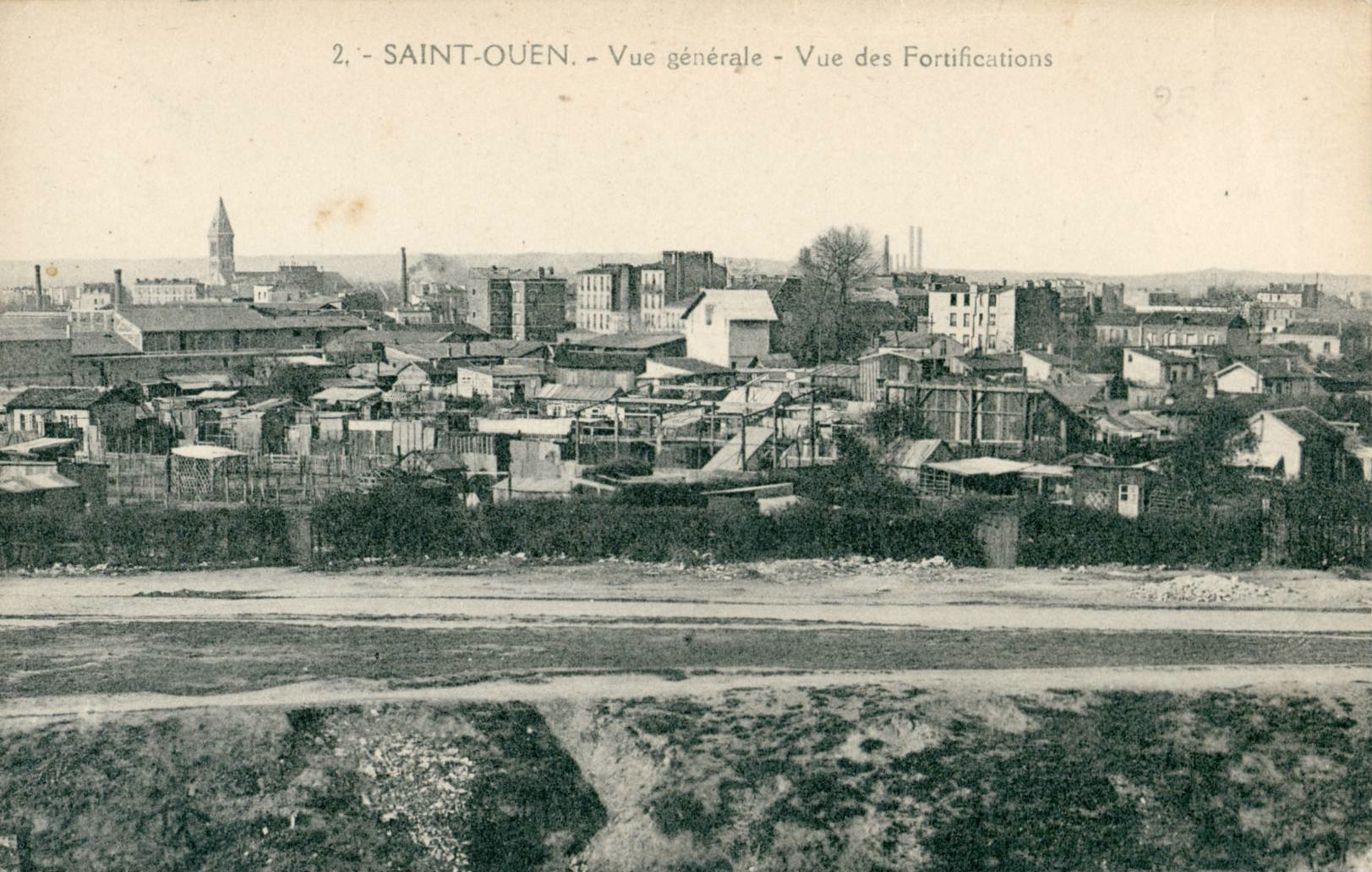
La zona dei forti, a Saint-Ouen